# Emanuela Rossi
Emanuela Rossi (Roma, 24 gennaio 1959) è un'attrice, doppiatrice, direttrice del doppiaggio e dialoghista italiana.

## Biografia

Emanuela Rossi nel 1984

Attiva come interprete in cinema, teatro e televisione (spesso in coppia con il marito), è considerata una delle migliori e più quotate doppiatrici della sua generazione. Tra i suoi doppiaggi più noti si ricordano quello di Inger Nilsson, interprete di Pippi Calzelunghe nell'omonima serie televisiva (ma non nella canzoncina sui titoli, dove la "voce di Pippi" era, invece, di Isa Di Marzio), Carrie-Anne Moss nel ruolo di Trinity nella trilogia di Matrix delle sorelle Wachowski, Brenda Strong nella serie televisiva Desperate Housewives e nel remake di Dallas e Jane Alexander nella serie televisiva italiana Elisa di Rivombrosa.
È la voce italiana di Emma Thompson e Michelle Pfeiffer, e ha doppiato anche Robin Wright, Rene Russo, Sissy Spacek, Cate Blanchett, Kristin Scott Thomas, Emmanuelle Seigner, Kim Basinger, Debra Winger, Angela Bassett e Rebecca De Mornay in molte loro interpretazioni. Ha dato la voce a Catherine Fulop in alcune telenovelas come: Marilena, Gloria, sola contro il mondo, Lasciati amare e La ragazza del circo.
Nel primo doppiaggio della soap opera Febbre d'amore ha prestato la voce a due personaggi: Lori Brooks (interpretata da Jaime Lyn Bauer) e Ashley Abbott (interpretata da Eileen Davidson e in seguito da Brenda Epperson). È stata anche la voce di molti personaggi di serie e film animati: ha doppiato Dèmona nel cartone animato Gargoyles - Il risveglio degli eroi e Miwa nell'anime Jeeg robot d'acciaio.
Fra le altre attrici che ha doppiato figurano Nicole Kidman, Carol Alt, Jodie Foster, Angelina Jolie, Pamela Anderson, Madonna, Uma Thurman, Sophie Marceau, Sean Young, Helen Hunt, Sally Field, Rosanna Arquette, Mimi Rogers, Andie MacDowell, Marisa Tomei, Nastassja Kinski. Ha doppiato anche personaggi maschili: è stata la voce di Renato Cestiè, l'attore bambino protagonista di molti film italiani degli anni settanta.
È stata ospite in televisione a Quelli che il calcio e Pirati e spesso è intervenuta a La vita in diretta.
Nel luglio 2006 ha vinto il Leggio d'oro per la voce femminile dell'anno. Nel 2012 è voce fuori campo del Concerto del Primo Maggio in piazza San Giovanni a Roma, condotto in quell'edizione dal marito Francesco Pannofino e dall'attrice comica Virginia Raffaele.

## Vita privata
È sorella minore del doppiatore Massimo Rossi, sorella maggiore del doppiatore Riccardo Rossi e cugina dei doppiatori Fabio Boccanera e Laura Boccanera; è la moglie dell'attore e doppiatore Francesco Pannofino dal quale ha avuto un figlio, Andrea Pannofino, divenuto anch'egli attore e doppiatore. I due si erano separati nel 2006, ma in seguito si sono riuniti e si sono risposati nel 2011, anche se, di comune accordo, hanno scelto di non tornare a convivere, abitando quindi in case diverse.

## Filmografia

### Cinema
- Le finte bionde, regia di Carlo Vanzina (1989)
- In barca a vela contromano, regia di Stefano Reali (1997)
- E adesso sesso, regia di Carlo Vanzina (2001)
- Innamorata della morte, regia di Roger A. Fratter (2005)
- 7 km da Gerusalemme, regia di Claudio Malaponti (2007)
- Operazione vacanze, regia di Claudio Fragasso (2012)
- Mio papà, regia di Giulio Base (2015)
- Le leggi del desiderio, regia di Silvio Muccino (2015)
- Il caso Pantani - L’omicidio di un campione, regia di Domenico Ciolfi (2020)
- Il grande giorno, regia di Massimo Venier (2022)

### Televisione
- Qui squadra mobile (Programma Nazionale, 1973) episodio Un'indagine alla rovescia
- Il giudice istruttore (Rai 2, 1990) episodio La confessione
- Classe di ferro (Italia 1, 1991) episodio Operazione vita nuova
- La squadra (Rai 3, 2000) Stagione 1, Episodio 18
- Il maresciallo Rocca (Rai 1, 2001) episodio L'ultima sfida
- Una donna per amico 3 (Rai 1, 2001)
- Vento di ponente (Rai 2, 2002)
- Il commissario (Canale 5, 2002) episodi Il segreto e La trappola
- Distretto di Polizia 5, regia Lucio Gaudino – serie TV, episodio 5x07 (Canale 5, 2005)
- Provaci ancora prof! 2 (Rai 1, 2007) episodio La strana ossessione
- Bentornato Pinocchio (Rai 1, 2007, voce)
- Un posto al sole d'estate (Rai 3, 2007-2008)
- Boris (Fox, 2008) episodi L'affaire Martellone e Il sordomuto, il senatore e gli equilibri del paese
- R.I.S. 5 - Delitti imperfetti, regia di Fabio Tagliavia – serie TV, episodi 5x14, 5x15 e 5x20 (Canale 5, 2009)
- Una notte da paura (Italia 1, 2011) Film TV
- Nero Wolfe (Rai 1, 2012) episodio Champagne per uno
- Come un delfino - La serie (Canale 5, 2014)
- Provaci ancora prof! 5 (Rai 1, 2013) episodio Doppio inganno
- Come fai sbagli (Rai 1, 2016)
- Una pallottola nel cuore (Rai 1, 2018) episodio Il passato che non passa
- No Activity - Niente da segnalare (Prime Video, 2024, episodio 4)
- Nato il sei ottobre, regia di Pupi Avati – docufilm (2024)

## Doppiaggio

### Film
- Emma Thompson in Quel che resta del giorno, Junior, Ragione e sentimento, I colori della vittoria, L'ospite d'inverno, Judas Kiss, Maybe Baby, Immagini - Imagining Argentina, Harry Potter e il prigioniero di Azkaban, Harry Potter e l'Ordine della Fenice, Harry Potter e i Doni della Morte - Parte 2, Vero come la finzione, An Education, Men in Black 3, Ribelle - The Brave, Saving Mr. Banks, Colpo d'amore, Effie Gray - Storia di uno scandalo, A spasso nel bosco, Bridget Jones's Baby, Lettere da Berlino, La bella e la bestia[2], The Meyerowitz Stories, Johnny English colpisce ancora, The Children Act - Il verdetto, Men in Black: International, E poi c'è Katherine, Last Christmas, La leggendaria Dolly Wilde, Dolittle, Years and Years, Crudelia, Il piacere è tutto mio, What's Love?, Bridget Jones - Un amore di ragazzo
- Michelle Pfeiffer in Charlie Chan e la maledizione della regina drago, Grease 2, Casa Butterfield, Ricominciare ad amarsi ancora, Scarface, La casa Russia, Paura d'amare, Due sconosciuti, un destino, L'età dell'innocenza, Wolf - La belva è fuori, Qualcosa di personale, A Gillian, per il suo compleanno, Un giorno, per caso, Segreti, In fondo al cuore, Sogno di una notte di mezza estate, Storia di noi due, Le verità nascoste, Mi chiamo Sam, White Oleander, Hairspray - Grasso è bello!, Stardust, Chéri, Capodanno a New York, Dark Shadows, Una famiglia all'improvviso, Cose nostre - Malavita, The Wizard of Lies, Madre!, Assassinio sull'Orient Express, Ant-Man and the Wasp, Maleficent - Signora del male, Fuga a Parigi, Ant-Man and the Wasp: Quantumania
- Rene Russo in Arma letale 4, Nel centro del mirino, Gioco a due, Showtime, Big Trouble - Una valigia piena di guai, Le avventure di Rocky e Bullwinkle, I tuoi, i miei e i nostri, Thor, Thor: The Dark World, Lo sciacallo - Nightcrawler, Lo stagista inaspettato, È solo l'inizio, Avengers: Endgame
- Robin Wright in Forrest Gump, She's So Lovely - Così carina, Moll Flanders, The Singing Detective, The Conspirator, Millennium - Uomini che odiano le donne, Two Mothers, Rampart, The Congress, La spia - A Most Wanted Man, Everest, Here
- Cate Blanchett in Indiana Jones e il regno del teschio di cristallo, Blue Jasmine, Carol, Truth - Il prezzo della verità, Knight of Cups, Song to Song, Ocean's 8, Il mistero della casa del tempo, Mrs. America, Don't Look Up, L'accademia del bene e del male, Tár, Borderlands, Black Bag - Doppio gioco
- Andie MacDowell in Greystoke - La leggenda di Tarzan, il signore delle scimmie, Biglietti... d'amore, Sposami, Kate!, The Last Sign, Monte Carlo, Magic Mike XXL, Fire Squad - Incubo di fuoco, Finché morte non ci separi
- Kristin Scott Thomas in L'uomo che sussurava ai cavalli, L'ultimo sogno, Gosford Park, La famiglia omicidi, I Love Shopping, Non dirlo a nessuno, La chiave di Sara, The Party, La sfida delle mogli
- Sissy Spacek in La rabbia giovane, Carrie - Lo sguardo di Satana, Missing - Scomparso, Il fiume dell'ira, Tre donne, JFK - Un caso ancora aperto, In the Bedroom
- Emmanuelle Seigner in Frantic, Luna di fiele, Il male oscuro, Body Snatch, Venere in pelliccia, Riparare i viventi, Quello che non so di lei, L'ufficiale e la spia
- Kim Basinger in Appuntamento al buio, People I Know, Cellular, Se ti investo mi sposi?, The Door in the Floor, Cinquanta sfumature di nero, Cinquanta sfumature di rosso
- Uma Thurman in Lo sbirro, il boss e la bionda, Un mese al lago, Beautiful Girls, Gattaca - La porta dell'universo, The Golden Bowl, Dark Hall, La casa di Jack
- Debra Winger in Pericolosamente insieme, Vendesi miracolo, Viaggio in Inghilterra, Triangolo di fuoco, Mi chiamano Radio, Rachel sta per sposarsi
- Angela Bassett in Boyz n the Hood - Strade violente, Amori e amicizie, L'ultima porta - The Lazarus Child, Jumping the Broom - Amore e altri guai
- Nastassja Kinski in Così come sei, Tess, Un sogno lungo un giorno, Qualcuno sta aspettando, Complice la notte, Due padri di troppo, Somiglianza letale, Amici & vicini, Le bianche tracce della vita, Se cucini, ti sposo
- Rebecca De Mornay in E Dio creò la donna, Fuoco assassino, Per legittima accusa, Ladri per la pelle, Identità, Nata per vincere
- Carol Alt in Via Montenapoleone, I miei primi 40 anni, Miliardi, Un orso chiamato Arturo, Piper
- Madonna in Dick Tracy, I maledetti di Broadway, Ragazze vincenti, La morte può attendere
- Mercedes Ruehl in La leggenda del re pescatore, Non dirmelo... non ci credo, Proibito amare, Last Action Hero - L'ultimo grande eroe
- Jodie Foster in Alice non abita più qui, Quella strana ragazza che abita in fondo al viale, Casotto, Piccoli gangsters
- Carrie-Anne Moss in Matrix, Matrix Reloaded, Matrix Revolutions, Fido, Brain On Fire, Matrix Resurrections
- Betsy Russell in Saw IV, Saw V, Saw VI, Saw 3D - Il capitolo finale
- Connie Nielsen in L'avvocato del diavolo, The Ice Harvest, L'ora della verità
- Marisa Tomei in Cronisti d'assalto, The Wrestler
- Christine Baranski in Il Grinch, Chicago, Bad Moms 2 - Mamme molto più cattive
- Diane Lane in Amori sospesi, Partnerperfetto.com, Jumper - Senza confini
- Elisabeth Shue in Ritorno al futuro - Parte II, Ritorno al futuro - Parte III, La cugina Bette
- Helen Hunt in Vendetta trasversale, Vita di cristallo, Bobby
- Laura Dern in Velluto blu, The Master
- Glenn Close in Il grande freddo, Il migliore, Legami di famiglia
- Rosanna Arquette in Silverado, Accerchiato
- Amy Irving in Micki e Maude, Harry a pezzi, The Confession
- Sophie Marceau in Il tempo delle mele 3, Il mondo non basta, Alex & Emma
- Angelina Jolie in Alexander, La leggenda di Beowulf
- Nicole Kidman in Giorni di tuono, Cuori ribelli
- Lar Park-Lincoln in Venerdì 13 parte VII - Il sangue scorre di nuovo
- Brooke Shields in Freaked - Sgorbi, Mariti in affitto
- Sigourney Weaver in Imaginary Heroes, Exodus - Dei e re
- Isabella Rossellini in La morte ti fa bella, Wyatt Earp
- Lorraine Bracco in Quei bravi ragazzi, Mato Grosso
- Patricia Clarkson in Vicky Cristina Barcelona
- Sean Young in Blade Runner, Dr. Jekyll e Miss Hyde
- Sharon Stone in Pronti a morire, The Disaster Artist
- Jennifer Beals in La partita, Codice Genesi
- Vera Farmiga in Autumn in New York, The Hard Easy
- Lisa Kudrow in Terapia e pallottole, Un boss sotto stress
- Lindsay Duncan in Alice in Wonderland, Alice attraverso lo specchio
- Catherine Zeta-Jones in Ocean's Twelve
- Viola Davis in Suicide Squad, The Suicide Squad - Missione suicida, Black Adam
- Olivia Williams in L'uomo nell'ombra
- Susan Sarandon in La regola del silenzio - The Company You Keep
- Tuesday Weld in C'era una volta in America (ed. 2003)
- Kathryn Erbe in Echi mortali
- Jill Hennessy in Svalvolati on the road
- Ayelet Zurer in L'uomo d'acciaio
- Sharon Gless in Condannato a morte per mancanza di indizi
- Pamela Anderson in Scary Movie 3 - Una risata vi seppellirà
- Natasha Henstridge in Adrenalina, Maximum Risk, Riders - Amici per la morte
- Amy Yasbeck in Robin Hood - Un uomo in calzamaglia, A casa per le vacanze
- Lori Petty in Il motel della paura
- Kathleen Kinmont in Il guerriero della strada 2
- Marianne Jean-Baptiste in Analisi di un delitto
- Minnie Driver in Sleepers
- Domiziana Giordano in Intervista col vampiro
- Joan Rivers in Balle spaziali
- Daphne Zuniga in Balle spaziali
- Juliette Binoche in Words and Pictures
- Nicoletta Elmi in Le orme, Profondo rosso
- Elizabeth Taylor in Torna a casa, Lassie!
- Claudia Wells in Ritorno al futuro
- Elle Macpherson in Batman & Robin
- Jessica Harper in Il fantasma del palcoscenico, Suspiria
- Heather Langenkamp in Nightmare - Nuovo incubo
- Jennifer Ehle in Spooks - Il bene supremo
- Natalie Miller in Natale a Miami
- Helen Slater in Il segreto del mio successo
- Roberta Manfredi in Assassinio sul Tevere
- Viola Valentino in Delitto sull'autostrada
- Valeria Golino in Lupo solitario
- Zoé Chauveau in Il conte Tacchia
- Olivia Newton-John in Grease
- Goldie Hawn in Due amiche esplosive, Fottute!
- Cindy O'Callaghan in Pomi d'ottone e manici di scopa
- Drea de Matteo in Codice: Swordfish
- Kim Cattrall in Mannequin, Il ritorno dei tre moschettieri
- Whitney Houston in Uno sguardo dal cielo, Cenerentola
- Voce narrante in Il mistero dei fenicotteri rosa
- Lauren Holly in Ogni maledetta domenica - Any Given Sunday
- Yvette Mimieux in Scimmie, tornatevene a casa
- Sandra Bernhard in Re per una notte
- Iris Berben in Paradise
- Daniela Doria in Avere vent'anni
- Audra McDonald in Annie - Cercasi genitori
- Agnes Kittelsen in Alla ricerca della stella del Natale
- Catherine Keener in Joker: Folie à Deux

### Film d'animazione
- Bizet ne Gli Aristogatti
- Sally Brown in Preferisco Beethoven, Sei stato eletto, Charlie Brown!, Non c'è tempo per l'amore, Charlie Brown!, È il Giorno del ringraziamento Charlie Brown, È un mistero, Charlie Brown!, Aspettando il cane di Pasqua, È il giorno di San Valentino, Charlie Brown!, Sei un campione, Charlie Brown!
- Coniglietta in Robin Hood
- Violetta in La collina dei conigli[3]
- Chica in Le follie dell'imperatore, Le follie di Kronk
- Mirage in Gli Incredibili - Una "normale" famiglia di supereroi
- Dixie in Red e Toby 2 - Nemiciamici
- Fata Turchina in Bentornato Pinocchio
- Faragonda in Winx Club - Il segreto del regno perduto, Winx Club 3D - Magica avventura, Winx Club - Il mistero degli abissi
- Mittens in Bolt - Un eroe a quattro zampe
- Florrie in Madagascar 2
- Sybille in Lissy - Principessa alla riscossa
- Elinor in Ribelle - The Brave
- Colomba in Pinocchio
- Chef in Trolls
- Polynesia, il pappagallo in Dolittle[4]
- Marie Curie in Dililì a Parigi
- Kudo in Trash - La leggenda della piramide magica
- Sofia la gabbiana in Pinocchio

### Serie televisive e miniserie
- Emma Thompson in Angels in America, Agatha Christie - Perché non l'hanno chiesto a Evans?
- Carol Alt in Il principe del deserto, Donna d'onore, Thunder in Paradise, Sotto il cielo dell'Africa, Caterina e le sue figlie, Piper
- Carrie-Anne Moss in Vegas, Jessica Jones, Daredevil, Iron Fist, The Defenders, Tell Me a Story, The Acolyte - La seguace
- Michelle Fairley in Il Trono di Spade, 24: Live Another Day, The White Princess
- Brenda Strong in Desperate Housewives, Dallas, Supergirl
- Esther Arroyo in Paso adelante
- Jennifer Beals in 2000 Malibu Road, The L Word
- Vera Farmiga in Bates Motel
- Lorraine Bracco in I Soprano
- Linda Purl in Happy Days (Gloria)
- Laurie Walters in La famiglia Bradford
- Caroline Goodall e Amy Aquino in Alias
- Inger Nilsson in Pippi Calzelunghe
- Giulia Rebel in L'onore e il rispetto
- Lucy Gutteridge e Joanna Pettet in Il brivido dell'imprevisto
- Jane Alexander in Elisa di Rivombrosa
- Joyce DeWitt in Tre cuori in affitto
- Lauren Holly in NCIS - Unità anticrimine
- Sabrina Le Beauf in I Robinson (Stagioni 6-8)
- Olivia Hussey in Madre Teresa
- Mo Collins in Non sono ancora morta
- Cate Blanchett in Disclaimer - La vita perfetta, Squid Game
- Nastassja Kinski in Le relazioni pericolose
- Catherine O'Hara in The Last of Us

### Soap opera e telenovelas
- Catherine Fulop in Marilena, Rebelde Way (1° doppiaggio), La ragazza del circo, Pasionaria, Gloria, sola contro il mondo, Lasciati amare
- Pamela Sue Martin ed Emma Samms in Dynasty
- Emma Samms in I Colby
- Eileen Davidson e Brenda Epperson in Febbre d'amore (1° doppiaggio)
- Lori Brooks in Febbre d'amore (1° doppiaggio)
- Mariela Alcalá in Cristal
- Lucélia Santos in Agua Viva

### Cartoni animati
- Regina della pozzanghera nera in Leone il cane fifone
- Jerry Mouse in Tom & Jerry
- Merilee in Butch Cassidy
- Lady Blue ne Le avventure del bosco piccolo[5]
- Manjula Nahasapeemapetilon (1° voce) ne I Simpson
- Rota Ree in Wheelie e le motorette
- Psiche in Ai confini dell'universo
- Marina in Zig e Sharko (1ª voce)
- Chica in A scuola con l'imperatore
- Maria (1ª voce) in UFO Robot Goldrake
- Demona in Gargoyles - Il risveglio degli eroi
- Valerie Brown in Josie e le Pussycats
- Ran in Ryu, il ragazzo delle caverne
- Miwa in Jeeg robot d'acciaio
- Lisa in Crank Yankers
- Gilda in Adrian

### Radio
- Lily Dickart nello sceneggiato Tex - Mefisto! (2012) di Radio2

### Videogiochi
- Mirage in Gli Incredibili - Una normale famiglia di supereroi (2005),[6] Disney Infinity (2013)[7]

## Radio
- Il mercante di fiori di Diego Cugia - Radio Rai (1996-2011)